# Бріґітте Кронауер
Бріґітте Кронауер (нім. Brigitte Kronauer; 29 грудня 1940, Ессен — 22 липня 2019, Гамбург) — німецька письменниця. З 1974 року жила і працювала у Гамбурзі.

## Біографія
Бріґітте Кронауер виросла в Рурському регіоні й почала писати свої перші оповідання ще у дитячому віці, оскільки через нерозбірливий почерк батько дівчинки заохочував її працювати над письмом. Вона наполягла на тому, що буде писати власні тексти, а не переписувати вправи, підготовлені її батьком. У шістнадцятирічному віці Бріґітте писала радіо-п'єси і надсилала їх видавцям. Вона вивчала німецьку мову і педагогіку та кілька років працювала вчителькою в Аахені та Геттінгені. Письменниця була одружена з мистецтвознавцем та педагогом Арміном Шрайбером.
У 1970-80-х роках Кронауер регулярно співпрацювала з австрійським журналом «das pult» (Санкт-Пельтен) та його видавцем Клаусом Сандлером. На початку своєї журналістської кар'єри вона переїхала до Гамбурга.
Вже її перший роман «Будні пані Мюленбек» (1980) привернув багато уваги. Дія роману «Чортів міст» (2000) частково відбувається в Арозі, де Кронауер регулярно перебувала у відпустці. На постійній основі Кронауер писала для журналу «konkret».
З 1988 року Кронауер була членкинею Німецької академії мови та поезії і стала лауреаткою численних літературних премій та нагород, наприклад, Премії Георга Бюхнера (2005). У 2011 році вона була доценткою з поезії у Тюбінгенському університеті. Того ж року вона отримала Баварську літературну премію (Премія ім. Жана Поля) як вдячність за її літературну творчість. Кронауер потрапила до короткого списку на нагороду «Лейпцизького ярмарку» 2017 року з романом «Шейх із Аахена».
Того ж року їй було присвоєно Премію ім. Томаса Манна, «лаудаціо» виголосив Мартін Мозебах. На жаль, Кронауер не змогла особисто отримати нагороду через хворобу.
Письменниця померла у Гамбурзі в липні 2019 року в 78-річному віці після тривалої хвороби. З 1974 року вона проживала в Гамбурзі в окрузі Нінштедтен.

## Нагороди
- 1985: Нагорода ім. Теодора Фонтане м. Берліна
- 1987: Нагорода радіо SWR
- 1989: Нагорода ім. Генріха Белля
- 1989: Літературна нагорода ім. Іди Демель
- 1994: Берлінська літературна нагорода
- 1998: Нагорода ім. Губерта Фіхте м. Гамбург
- 1998: Нагорода ім. Йозефа Брейтбаха
- 2001: Нагорода м. Майнц (повернена назад)
- 2001: Літературна нагорода Рурського регіону
- 2003: Нагорода ім. Ґріммельсгаузен за книгу «Чортів міст»
- 2004: Нагорода ім. Меріке м. Фелльбах
- 2004: Нагорода ім. Віленіца
- 2005: Літературна нагорода м. Бремен за книгу «Бажання музики та гір»[6]
- 2005: Премія Георга Бюхнера
- 2011: Нагорода ім. Жана Поля
- 2013: Нагорода ім. Самуїла Лінде, разом із Евстахієм Рильським
- 2016: Орден Максиміліана «За досягнення в науці та мистецтві» (Баварія)
- 2017: Нагорода ім. Томаса Манна

## Вибрані твори

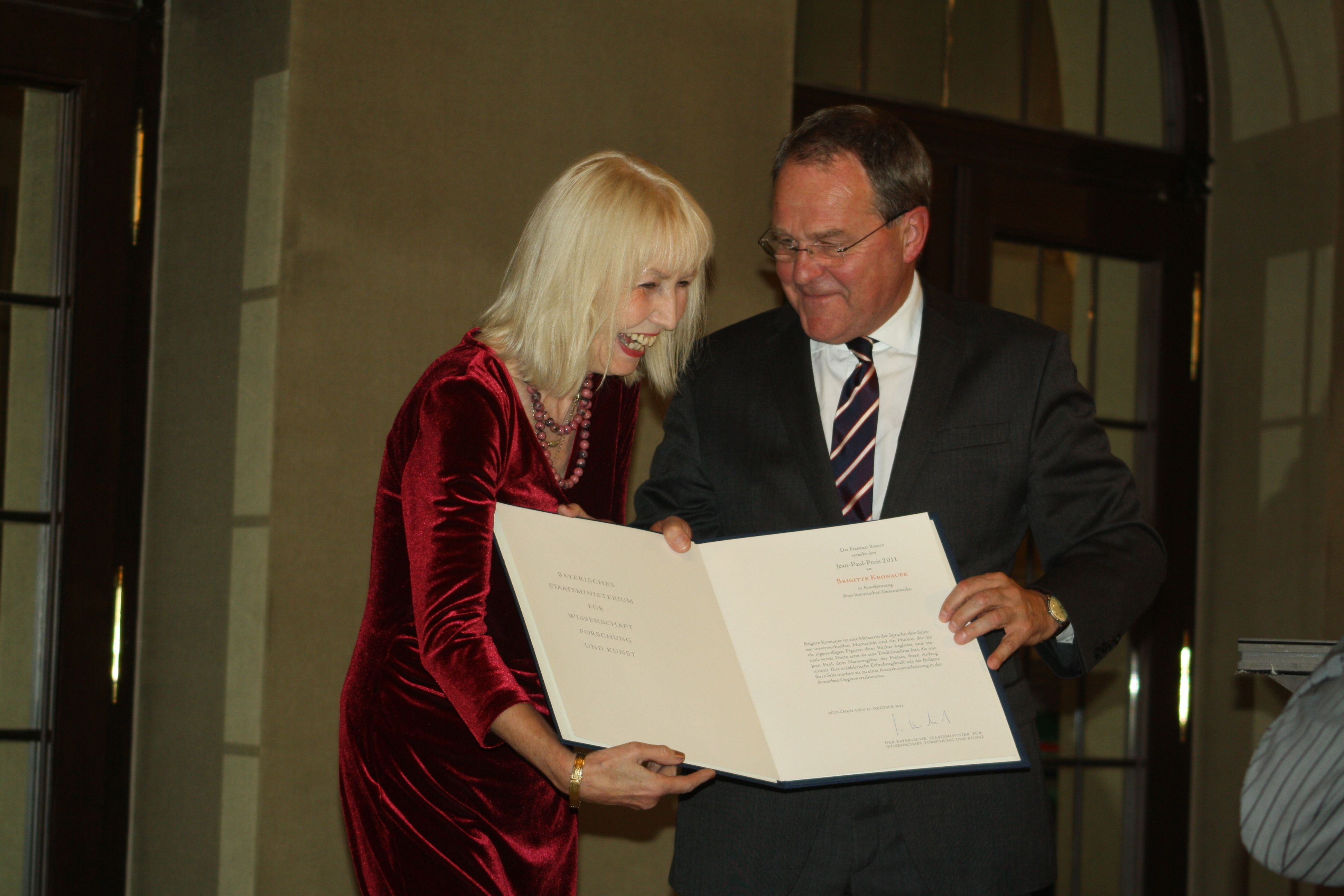
Бріґітте Кронауер отримує нагороду ім. Жана Поля з рук Вольфґана Гойбіша (2011)

### Романи
- Будні пані Мюленбек (1980)
- Ріта Мюнстер (1983)
- Жінка у подушках (1990)
- Носовичок (1994)
- Чортів міст (2000)
- Бажання музики та гір (2004)
- Шейх із Аахена (2016)

### Оповідання
- Галявина. Оповідання (1993)
- Пані Мелані, пані Марта і пані Ґертруд. Три оповідання (2005)
- Витівки діви (2010)

### Радіо-п'єса
- Пан Гаґенбек пасе овець (2014)[7]